# Vicia tenuifolia
Vesce à feuilles étroites, Vesce à feuilles ténues, Vesce à petites feuilles
Espèce
Statut de conservation UICN

 LC  : Préoccupation mineure
Vicia tenuifolia, la Vesce à feuilles étroites, Vesce à feuilles ténues ou Vesce à petites feuilles, est une espèce de plantes à fleurs de la famille des Fabacées.